# Шимон Африканович
Ши́мон (Си́мон) Африка́нович или Офрикович (XI век) — знатный варяжский воин, упоминающийся в Киево-Печерском патерике. Связывается с основанием Киево-Печерской лавры, в пользу которой по преданию сделал значительные пожертвования.

## Русские источники
Шимон был сыном Африкана, «князя в стране варягов». Африкан был братом варяга Якуна Слепого, принявшего участие в битве при Листвене и, потерпев поражение,  ушедшего обратно за море.
Как предположил М. Ф. Мурьянов, проанализировав данные о культовых предметах, употреблявшихся в семье Африкана и Шимона, им обоим довелось побывать в Средиземноморье, где они, судя по всему, приняли христианство. Распятие, описанное в рассказе о Шимоне Африкановиче, это типичное латинское распятие по типу Христа Торжествующего, победившего смерть.
После смерти Африкана в 1027 году Якун изгнал Шимона с братом Фриандом, которым пришлось отправиться за море на Русь ко двору Ярослава Мудрого.
В Киево-Печерском патерике указывается, что во время бегства Шимон снял со скульптурного распятия Христа, изготовленного его отцом, святые реликвии — золотые венец и пояс. Снимая их, он услышал «глас от образа», который велел ему отнести эти реликвии преподобному Феодосию, на то место, где будет создана церковь во имя Пресвятой Богородицы. А уже плывя на Русь, Шимону во время бури было видение будущей церкви с указанием её размеров.
Шимон стал служить князю Ярославу Мудрому, а позже его сыну Всеволоду Ярославичу. Под началом у него находилось до трёх тысяч наёмных варяжских воинов вместе с чадами и домочадцами, включая и католических священников.
Предполагается, что Шимон был ростовским тысяцким. Это подкрепляется данными, которые установил Б. А. Воронцов-Вельяминов: в топонимии Ростово-Суздальского края встречаются названия поселений, производные от личного имени Шимон, уникального для древнерусского именослова. Это два села с названием Шимоново на реке Малый Киржач, село Шимониха на дороге из Ростова в Суздаль, село Шимоново в 20 верстах к югу от Можайска. Возможно, Шимон получил или приобрел во вверенном ему крае земельные владения.
В 1068 году он сражался на стороне Ярославичей в битве на реке Альте против половцев. Повествуется о том, что перед битвой святой Антоний Печерский предсказал поражение русского войска, однако также и чудесное спасение Шимона. Последний, несмотря на тяжёлые раны, выжил в битве. Антоний вылечил его, а в качестве признания Шимон подарил основанному Антонием Киево-Печерскому монастырю свой пояс и золотой венец, ценой в 50 гривен. После битвы на Альте и чудесного исцеления, Шимон принял православие, хотя до этого исповедовал христианство по римскому обряду. Шимон содействовал строительству каменного собора Успения Богородицы в Киево-Печерском монастыре и был одним из первых, кого похоронили в Лавре, а также одним из первых, получивших грамоту на отпущение грехов (Феодосий Печерский списал ему слова «молитвы иерейския прощальныя», и Шимон завещал похоронить себя с этим свитком).
Каменный храм Успения Пресвятой Богородицы в Киево-Печерском монастыре был заложен в 1073 году, завершён — в 1077 году, освящён — в 1089 году. Соответственно Шимон скончался не ранее 1089 года. Р. Качан и С. Хведченя относят дату его смерти к периоду между 14 августа 1089 года и 15 августа 1091 года (то есть после освящения Успенского собора, но ещё до переноса в него тела Феодосия Печерского).
Сын Шимона Георгий также был связан с Лаврой и присылал ей золото и серебро из Суздаля для украшения могилы святого Феодосия Печерского. Согласно Киево-Печерскому патерику, Георгий еще в детстве был исцелён от слепоты игуменом Феодосием Печерским. Умирая, Георгий оставил завещание своей семье помогать Киево-Печерской лавре. Потомки Шимона хоронились вплоть до первой трети XIII века в Дмитриевском монастыре в Суздале, построенном выходцем из Киево-Печерской лавры, епископом Ефремом.

## Попытки идентификации
Первым учёным, кто серьёзно начал работать над идентификацией Шимона среди скандинавских исторических личностей, стал русский филолог-германист Ф. А. Браун. Он предположил, что упомянутое в летописи имя Африкан основано на архаичном сёдерманландском диалекте и является искажённым произношением afreki — afriką («сын»). Браун также пришёл к выводу, что имя якобы брата Шимона Фрианд не является именем собственным, поскольку подобные имена в древнескандинавской традиции отсутствуют, а возможно выступает формой от frjá («любить»), frjándi, что в некоторых древнескандинавских источниках означало «племянник». Он также отвергал версию, что имя Шимона является искажённым от Sigmundr. Таким образом, по Брауну, Якун изгнал своего племянника (frjándi) — варяга (Simon Afrekąson), который носил христианское имя Симон. При этом имя Африкан также есть в святцах.
Опираясь на версию Брауна, историк О. И. Прицак сделал предположение, что ярл Хакон Эйрикссон, с которым он отождествлял Якуна, имел брата по имени Афреки, который не упомянут в древнескандинавских источниках. Когда этот Афреки-Африкан умер, Якун изгнал его сына Симона, который мог вступить в союз с королём Норвегии Олафом II. Симону в этом случае было бы только около 12 лет.
С. М. Михеев поддерживает версию тождества Якуна с Хаконом, указывая также на то, что в год Лиственской битвы (1024) Хакона Эйрикссона не было в Норвегии, и о судьбе его в это время известно мало; на то, что в сагах подчёркивается красота Хакона (а Якун, по одной из версий, в летописи «се леп», то есть красив); и наконец общим золотым предметом: в трёх сагах упоминается о золотой повязке, которыми были перетянуты волосы Якуна, а в Повести временных лет Якун в битве при Листвене теряет золотой плащ.
Имя Африкан Михеев вслед за рядом других исследователей интерпретирует как Альфрик (Alfrikr), отмечая, что на рунических камнях Сёдерманланда упоминается некий Альрик, который считается шведскими историками родственником Хакона, а также делая предположение, что имена с конечным форматом -rikr могли быть распространены в роду ярлов Хлодира, к которым относился Хакон, чьим отцом, к примеру, был Эйрик (Eirikr). Имя Шимон он при этом считает искаженным от Сигмунд (Sigmundr), отмечая, что для именослова хлодирских ярлов были характерны имена с начальным форматом Sig- (для примера приводится прадед Хакона Сигурд и двоюродная сестра Сигрид).
Если следовать этой версии, то Шимон является внуком правителя Норвегии Эйрика Хаконссона и правнуком Свена I Вилобородого, короля Дании, Норвегии и Англии.

## Семья
Согласно родословцам, от Якуна Слепого происходит дворянский род Якуниных. Родословная Беклея Фёдорова Якунина, составленная в 1625 году, называет внуком Якуна Шимона Африкановича Якунина, который в Киево-Печёрском патерике назван племянником Якуна Слепого. Таким образом, наряду с безусловностью наличия на Руси рода, происходящего от Якуна, следует отметить отсутствие каких-либо однозначных свидетельств о его потомстве. Источники сходятся на том, что сыном Шимона был боярин и тысяцкий Георгий Шимонович, от которого прослеживают свою родословную Якунины, Вильяминовы, Воронцовы и ещё ряд дворянских родов.

## Основатель родов
От Шимона Африкановича в конце XVII века выводили своё происхождение несколько русских родов:
- Воронцовы
- Вельяминовы
- Воронцовы-Вельяминовы
- Башмаковы
- Аксаковы
- Исленьевы
- Якунины
- Соловцовы